# Vaitupa

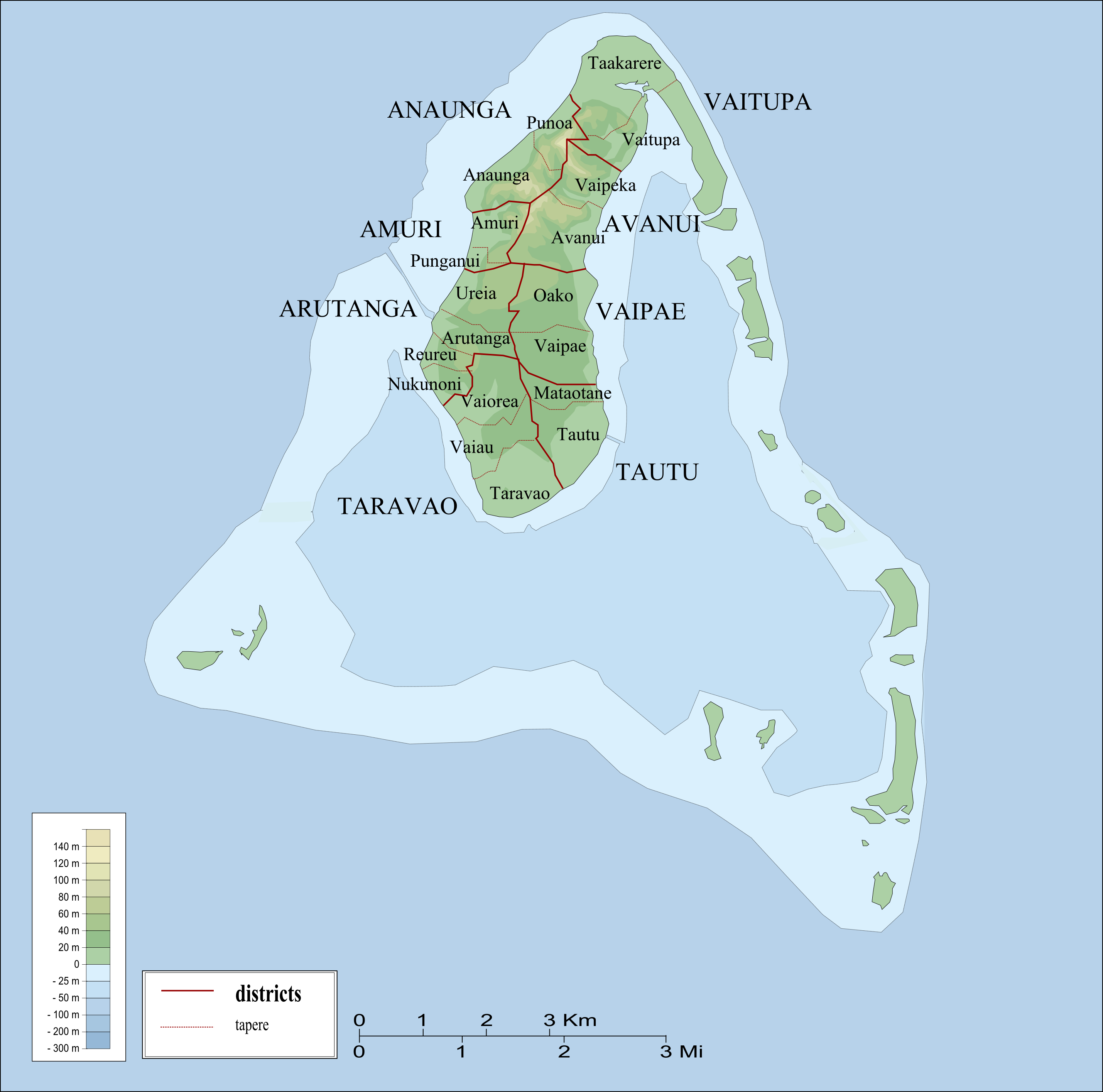
Districts et tapere d'Aitutaki

Vaitupa est l'un des huit districts de l'île d'Aitutaki aux îles Cook. 
Il comprend le nord et la partie orientale englobant toute la zone de l'aéroport. Il fait partie de la circonscription électorale d'Amuri-Ureia et est constitué de deux tapere : 
- Taakerere
- Vaitupa